# Grezzago
Grezzago is een gemeente in de Italiaanse metropolitane stad Milaan (regio Lombardije) en telt 2414 inwoners (31-12-2004). De oppervlakte bedraagt 2,5 km², de bevolkingsdichtheid is 1044 inwoners per km².

## Demografie
Grezzago telt ongeveer 936 huishoudens. Het aantal inwoners steeg in de periode 1991-2001 met 28,4% volgens cijfers uit de tienjaarlijkse volkstellingen van ISTAT.
| Jaar | Inwoneraantal |
| ---- | ------------- |
| 1991 | 1628          |
| 2001 | 2090          |

## Geografie
Grezzago grenst aan de volgende gemeenten: Trezzo sull'Adda, Busnago, Trezzano Rosa, Vaprio d'Adda, Pozzo d'Adda.